# Boulevard Alsace-Lorraine (Rosny-sous-Bois)
Pour les articles homonymes, voir Boulevard Alsace-Lorraine.
Le boulevard Alsace-Lorraine est une voie de communication de Rosny-sous-Bois. Il suit le tracé de la route départementale 116.

## Situation et accès
Le boulevard Alsace-Lorraine est desservi par la gare de Rosny-Bois-Perrier, en future correspondance avec la station Rosny - Bois-Perrier, sur la ligne 11 du métro de Paris.

## Origine du nom

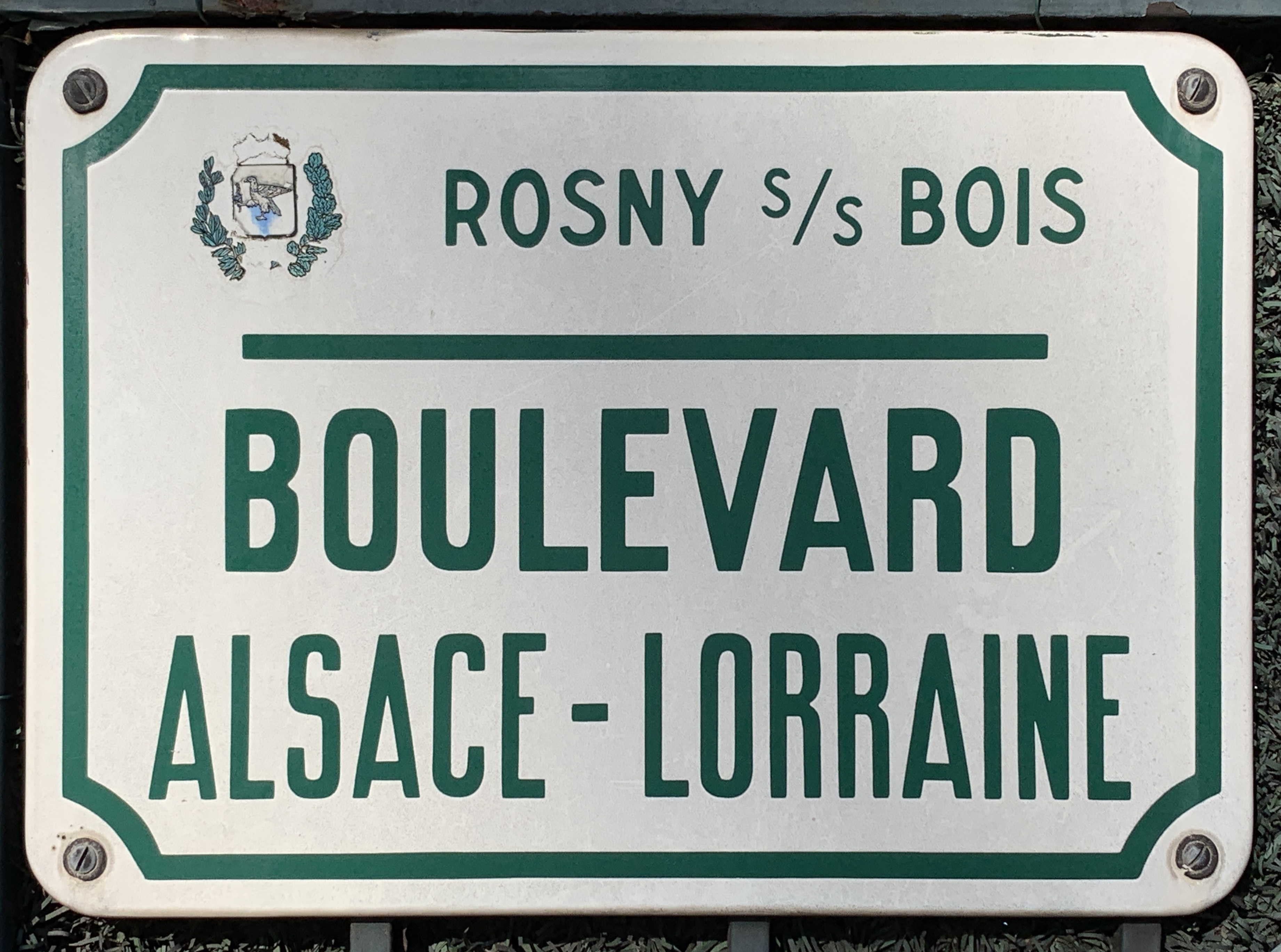

Ce boulevard doit son nom à un hommage à l'Alsace-Lorraine, territoire cédé par la France à l'Empire allemand en application du traité de Francfort, signé le 10 mai 1871 après la défaite française, puis rendu à la France par le traité de Versailles en 1919.

## Historique

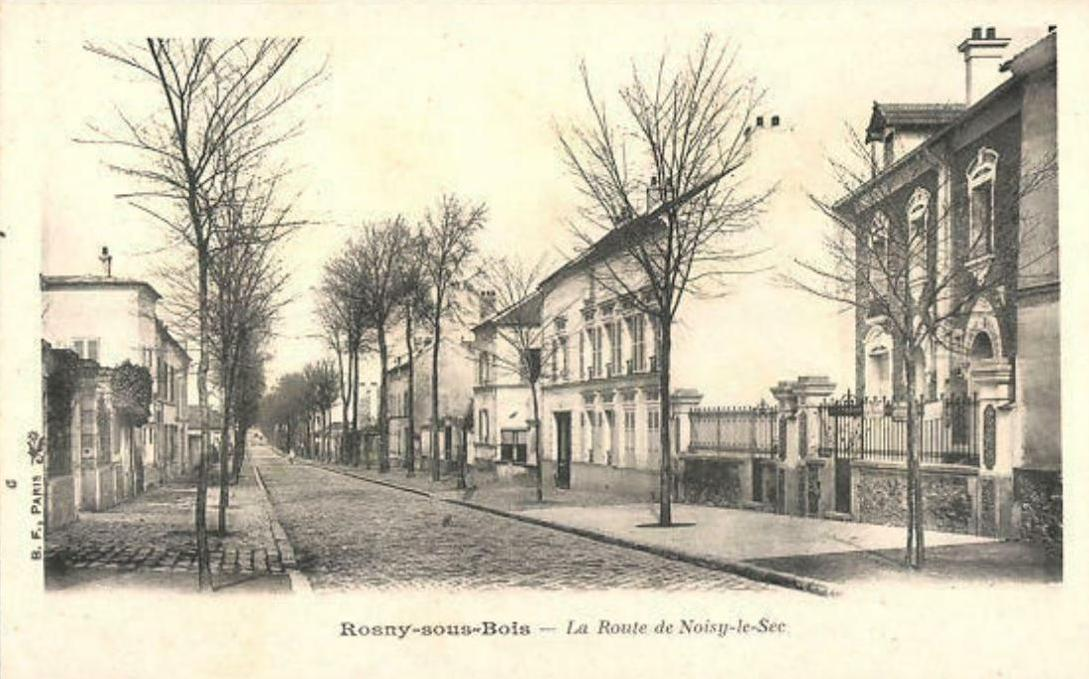
La route de Noisy-le-Sec vers 1900.

Avec la rue de Brément, ce boulevard suit le tracé de l'ancienne route de Noisy-le-Sec à Villemomble.

## Bâtiments remarquables et lieux de mémoire

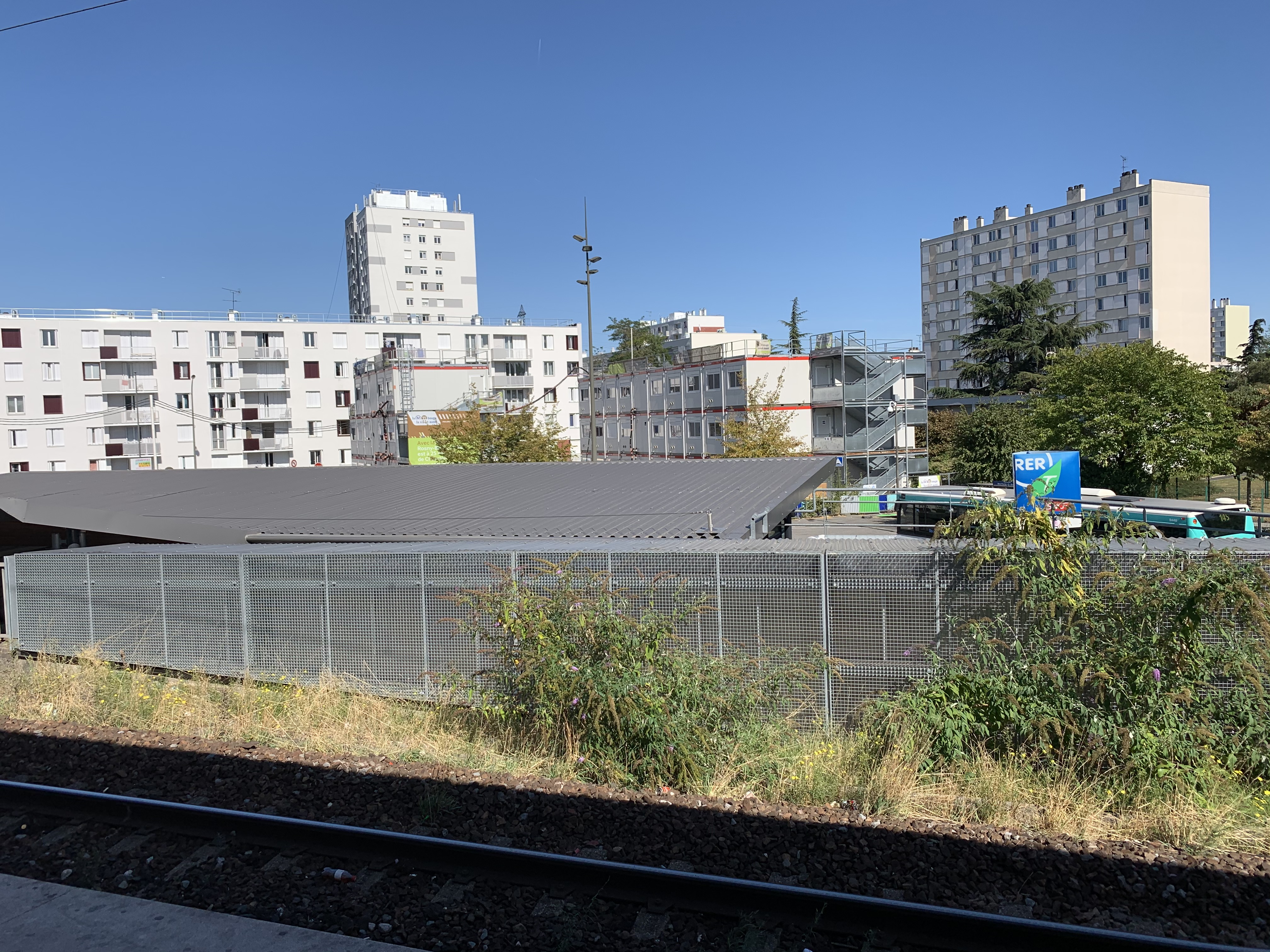
Le chantier du métro Ligne 11, vue de la cité du Bois-Perrier.

- Cité du Bois-Perrier[4], dont le nom, Bois-Perrier, est mentionné pour la première fois vers 1800. Elle est construite en 1961 par l'architecte Jean de Mailly[5], sur une cité industrielle à l'emplacement des anciens lieux-dits du Pré aux Cointres, des Quarante-Arpents et de la Plaine de Villemomble[6].
- Rosny 2, le deuxième centre commercial de l'est parisien en taille et chiffre d'affaires.